# Чили на Сурдлимпийских играх
Аргентина участвует в летних Сурдлимпийских играх с Игр 2009 года (не участвовали в Играх 2013 года), в зимних Сурдлимпийских играх до настоящего времени не участвовали.

## Медальный зачёт

### Медали летних Сурдлимпийских игр
| Год  | Золото | Серебро | Бронза | Всего |
| 2022 | 1      | 0       | 0      | 1     |